# Odynerus politiclypeus
Odynerus politiclypeus är en stekelart som beskrevs av Schulthess. Odynerus politiclypeus ingår i släktet lergetingar, och familjen Eumenidae. Inga underarter finns listade i Catalogue of Life.